# Verbascum helianthemoides
Verbascum helianthemoides är en flenörtsväxtart som beskrevs av Hub.-mor.. Verbascum helianthemoides ingår i släktet kungsljus, och familjen flenörtsväxter. Inga underarter finns listade i Catalogue of Life.